# Слободан Симић (психијатар)
Слободан Симић (Титово Ужице, 22. август 1963) српски је психијатар, књижевник и драмски писац.

## Биографија
Слободан Симић завршио је Медицински факултет у Београду, специјализацију психијатрије и субспецијализацију судске психијатрије и стекао звање примаријуса. Стални је судски вештак за област психијатрије. Учествовао у више истраживачких студија. Објавио више стручних и научних радова у земљи и иностранству. Учествовао је на стручним и научним скуповима у земљи и иностранству. Ради као психијатар у Институту за ментално здравље у Београду као шеф Кабинета за судску психијатрију.
Члан је Српског лекарског друштва, Српске лекарске коморе и Удружења психијатара Србије.
Ожењен је и има два сина. Живи у Београду.

## Књижевни рад
Од 1985. године Слободан Симић сарадник је многих листова и часописа. Његови драмски текстови извођени су у позоришту и на телевизији. Пише афоризме, кратке приче, песме, драмске текстове и сценарија. Дела су му преведена на 12 страних језика. Заступљен у преко 50 домаћих и страних антологија и зборника. Објавиљивао у више од 70 домаћих и страних новина и часописа.
Члан је Удружења књижевника Србије, Удружења драмских писаца Србије и председник Београдског афористичарског круга.

### Стручне књиге
- „Све о депресији” (Агора, Зрењанин, 2008)
- „Све о наркоманији” (Агора, Зрењанин, 2011)

Приручник „Све о наркоманији” је увршћен у препоручену литературу за последипломску наставу на Факултету за специјалну едукацију и рехабилитацију Универзитета у Београду.

### Књиге афоризама
Слободан Симић аутор је неколико књига афоризама:
- „Најцрње је црвено” (Часопис „Међај“, Ужице,1992)
- „Ратни профитер” (ZID Filcom,Ужице,1994)
- „Вози, Мишко!” (Гутембергова галаксија, Београд, 1998)
- „Симином улицом (Агора, Зрењанин, 2007)
- „Ријалити шоу”(Алма, Београд, 2018)

Такође је приредио и неколико збирки афоризама:
- „Изабрани афоризми” (Алма, Београд, 2003)
- „Афоризми: избор” (Алма, Београд, 2007)
- „Трновита круна” (Агора, Зрењанин, 2013)

Његови афоризми заступљени су и у многим антологијама:
- „Ера афоризма”, изабрани ужички афоризми, (Водич, Ужице, 2002)
- „Српско тајно оружје : антиратни афоризми и карикатуре”, (приређивачи Слободан Симић и Никола Оташ), (Аурора, Врање, 2005)
- „Одјеци у провалији”, ужички афоризми, (Агора, Зрењанин, 2015)

### Књиге прича
- „Приче без поуке” (СКЦ, Београд, 1995)
- „Брод пацова”(Гутембергова галаксија, Београд, 1999, 2003)
- „Незаштићени сведок”, (Агора, Зрењанин, 2006)
- „Шведски сто” (Агора, Зрењанин, 2011)
- „Приче из кавеза”(Агора, Зрењанин, 2016)
- „Клиничка слика: 100/100”(карикатуре Николе Оташа) (Алма, Београд, 2017)
- „Приче”(Алма, Београд, 2018)

### Поезија
- „Ожиљак”(Арте, Београд, 2016, 2018)

### Драмски текстови
- „Независна република Ужичка”, режија: Мага Миловановић, Народно позориште у Ужицу, 1997/98
- „Јавни сервис”, режија: Мића Милошевић, Радио телевизија Београд, 2003
- „Укратко С. С.”, режија: Слободан Шуљагић, ТВ Пинк, 2004, 2005
- „Ординација”, режија Мића Милошевић, Радио телевизија Београд, 2005, 2006, 2007, 2013
- „Како сам поново постао нормалан”, режија: Ненад Деспотовић, Позориште Castellum у Костолцу, 2011
- „Како сам поново постао нормалан”, режија: Маргарета Фабричевић, Бјеловарско казалиште, Хрватска, 2014
- „Ординација”, режија: Берат Салију, Театар Дунек, Гостивар, Македонија, 2016
- „Ординација”, режија и адаптација: Ненад Гвозденовић, Народно позориште Кикинда, 2017

## Награде и признања
- Награда „Радоје Домановић” за књигу прича „Приче без поуке”, Удружење књижевника Србије, Београд, 1994
- Награда „Драгиша Кашиковић”, за књигу афоризама „Ратни профитер”, часопис Српска реч, Београд, 1994
- „Вибова награда”, лист Политика, Београд, 2001
- Награда „Вуко Безаревић” за сатиричну причу, Југословенски дани хумора и сатире, Пљевља, 2001
- „Награда за допринос сатири”, Дани хумора и сатире, Даниловград, 2002
- Прва награда за причу манифестације Шабачке Чивијаде и часописа „Чивија”, Шабац, 2004
- Награда „Јован Хаџи-Костић” за новинску сатиру, Компанија Новости, Београд, 2005
- Награда „Ђорђе Фишер” за сатиру, Удружење књижевника Војводине, Нови Сад, 2006
- Награда „Радоје Домановић” за књигу прича „Незаштићени сведок”, Удружење књижевника Србије, Београд, 2006
- Награда „Златна кацига” за афоризам, Међународни фестивал хумора и сатире „Златна кацига” Крушевац, 2007
- Награда „Златна значка” за дугогодишњи допринос развијању културних делатности, Културно-просветне заједнице Србије, Београд, 2009
- Плакета Града Ужица за допринос култури, Ужице, 2012
- Прва награда за причу на Фестивалу сатиричне приче, Студентски културни центар, Београд, 2013
- Награда „Типар” за изабране афоризме „Трновита круна”, Фестивал хумора и сатире у Пљевљима, 2014
- Награда „Наџи Најман” за афоризме од Фондације „Наџи Најман”, Либан, 2014
- Награда „Растко Закић” за најбољу сатиричну песму, Сатирафест, Београд, 2014
- Награда „Torino in sintezi 2016” - специјална награда за афоризме, Торино, Италија, 2016